# Nadine
Nadine és una pel·lícula estatunidenca dirigida per Robert Benton, estrenada l'any 1987.
Ha estat doblada al català Els protagonistes són Jeff Bridges i Kim Basinger.

## Argument
L'acció es desenvolupa el 1954 a Austin (Texas). Mentre que ella va a casa d'un fotògraf per recuperar fotos de les quals desitja desfer-se'n, Nadine és testimoni del seu homicidi. Presa del pànic, fuig emportant-se la carpeta de les seves fotos, però aquesta conté en realitat els plànols secrets d'una autopista. El propietari dels plànols no és altre que Buford Pope, un truà disposat a tot per recuperar-los. Nadine s'acosta a Vernon, el seu marit amb qui està en tràmits de divorci, perquè l'ajudi a recuperar les seves fotos, sense atrevir-se a anunciar-li que està embarassada d'ell...

## Repartiment
- Jeff Bridges: Vernon Hightower
- Kim Basinger: Nadine Hightower
- Rip Torn: Buford Pope
- Gwen Verdon: Vera, la patrona de la perruqueria
- Glenne Headly: Renée Lomax, la promesa de Vernon
- Jerry Stiller: Raymond Escobar, el fotògraf
- Harlan Jordan: xèrif Rusk
- James N. Harrell: Deacon
- Ray Walker: El presentador de televisió